# エンタープライズ (CVN-65)
エンタープライズ（USS Enterprise, CVAN/CVN-65）は、アメリカ海軍のエンタープライズ級航空母艦。世界初の原子力空母であり、アメリカ海軍の戦闘艦船として最長の就役年数を持ち、半世紀にわたって同海軍の象徴となっていた。バージニア州ノーフォークにあるノーフォーク海軍基地を母港とした。
エンタープライズの名を持つ艦としては8隻目であり、先代のエンタープライズ (USS Enterprise, CV-6) と同じく「ビッグE」の愛称で呼ばれた。同型艦の建造も検討されたものの、高コストのために実現しなかった。

## 来歴

### 超大型空母の誕生
第二次世界大戦後の核戦争時代の到来を受け、アメリカ海軍は空軍戦略航空軍団への対抗もあり、核兵器の運用能力を有する大型艦上攻撃機を運用可能な超大型空母の保有を志向した。
1948年度計画での「ユナイテッド・ステーツ」（基準排水量66,400トン）は空軍などの反対や予算の制約などにより挫折したものの、朝鮮戦争で空母航空団の存在意義が再確認されたこともあり、1952年度計画よりフォレスタル級（基準排水量59,900トン）の建造が開始され、計4隻が建造された。

### 初期の試みと挫折
一方、「ユナイテッド・ステーツ」の検討過程の1946年より、航空母艦の原子力推進化が検討され、1952年度で建造予定だった同型艦では原子力推進化が期待されたものの、実現しなかった。その後、1950年8月、海軍作戦部長（CNO）フォレスト・シャーマン大将は艦船局（BuShips）に対し、空母の原子力推進化に関するフィジビリティスタディを指示した。
1951年には空母用原子炉の正式な要件定義が作成された。海軍は既に潜水艦用原子炉（後に「ノーチラス」に搭載されるS2Wの原型機）を開発していたが、空母のためには全く異なる設計が必要になることが判明し、予算の見積もりは高騰した。海軍部内では、燃料の搭載余地が多い空母より、潜水艦や駆逐艦の原子力推進化のほうが優先するとの意見も強く、アイゼンハワー大統領は国防費削減を重視しており、そして原子力空母計画の後援者だったシャーマン提督は1951年に死去していた。この結果、原子力委員会（AEC）は1953年に空母用原子炉の計画を中止した。

### 原子力空母の復活
AECによって原子炉の開発計画が中止されたあとでも、海軍部内では、原子力空母に関する検討は継続されていた。1954年5月、艦艇用原子炉の開発を統括していたハイマン・G・リッコーヴァー少将は、攻撃潜水艦から航空母艦まで5種類の舶用原子炉の試作計画を提案して、今回はAECの承認を得ることができた。1955年末までには、空母用試作炉としてA1Wの計画が作成されており、これは1958年より運転を開始した。
一方、これらの原子炉を搭載する原子力空母そのものについては、まず1953年に小型の原子力空母（CVAN 4/53）の設計が検討されたのち、1954年2月16日の艦船局の覚書に基づいて、SCB-160計画が作成された。予備設計は1956年9月に完了し、1958年度計画での建造が承認された。これが本艦である。

## 設計

### 船体
上記の経緯により「エンタープライズ」は原子力空母として開発されたが、当時の技術で開発できる原子力推進機関の性能によって船体のサイズは制約されており、計画段階では、小型の船体も検討された。しかし結局、無理な小型化は運用効率を大きく損なうことが判明して、基本的には先行するキティホーク級を原子力推進化した設計となった。一方で、水中防御の必要から、本来必要な量より多い液体貨物を搭載することになり、艦内容積を圧迫した。なお、随伴する艦艇に行動用燃料を補給することもできる。
原子力推進化によって煙路が不要となり、またレーダーのための電子走査アレイアンテナを設置する必要から、艦橋構造物は独特な形状となった。

### 機関
「エンタープライズ」では、原子炉としてA2Wを8基搭載した。これはウェスティングハウス・エレクトリック社の加圧水型原子炉で、核燃料としては高濃縮ウラン（最大93 %）を使用する。上記のA1Wを元にした実用機であり、また本艦に先駆けて世界初の原子力水上艦として竣工したミサイル巡洋艦「ロングビーチ」に搭載されたC1Wとも共通の設計を採用していることから、「ロングビーチ」の搭載機は実質的に「エンタープライズ」のものの洋上試験を兼ねていた。
熱交換器32基を備えており、蒸気タービンによってスクリュープロペラ4軸を駆動する。電源出力としては、主発電機が計40,000キロワット（2,500キロワット × 16基）、非常用のディーゼル発電機が計8,000キロワット確保されている。

## 能力

### 航空運用機能

#### 発着艦設備

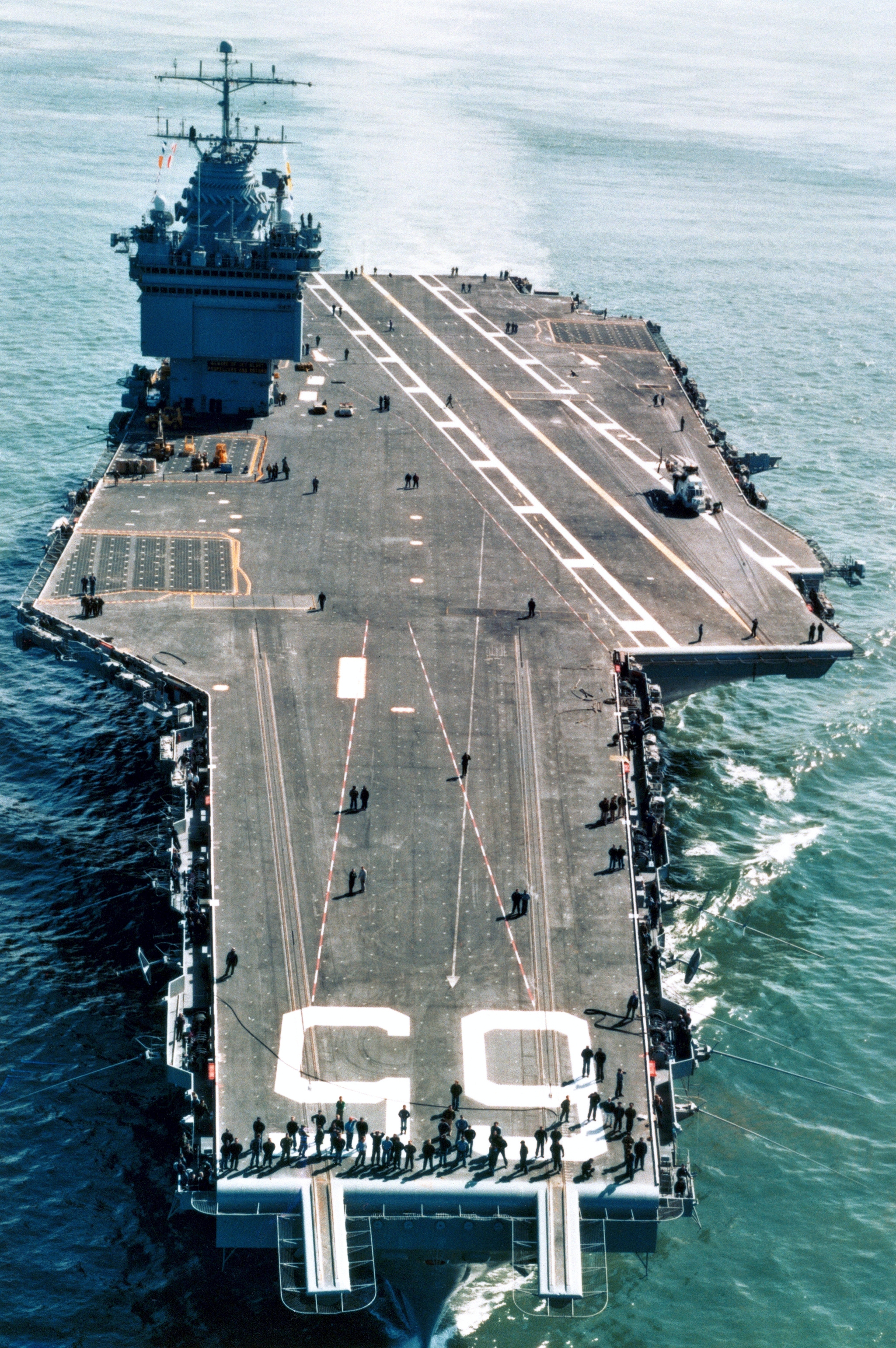
飛行甲板（1978年）

全通飛行甲板は長さ331.6メートル × 幅76.8メートルで、面積としては20,000平方メートル以上となる。設計段階では、艦橋構造物（アイランド）を中央に配置して、両側に飛行甲板を設けることも検討されたが、結局は従来どおりのアングルド・デッキの配置となった。
カタパルトとしては、295フィート (90 m)長のC-13 mod.1が4基設置されており、艦首甲板上に2基、アングルド・デッキ上に2基が配置された。一方、着艦帯は237.7メートル長で、アレスティング・ギアはMk.7-3とされているが、本艦では光学着艦装置が導入されたことで、アレスティング・ワイヤーは、従来の6本から5本に削減することができた。また後に着艦精度が向上し、更に4本に削減されている。
なお、竣工当初はブライドルワイヤーを使用して発進する艦上機が多かったことから、艦首甲板に2基とアングルド・デッキに1基のブライドル・リトリーバーが設置されていた。その後、ブライドルの使用頻度の低下を受けて、1964年の第1回燃料棒交換の際にアングルド・デッキ側のリトリーバーは撤去されたが、「世界最大（最長）の空母」の称号を維持するためか、艦首側のリトリーバーは最後まで撤去されなかった。

#### 格納・補給
格納庫は223 × 29メートルで、床面積は216,000平方フィート (20,100 m2)、高さクリアランスは7.62メートルとされた。
設計段階では、飛行甲板と格納庫とを斜路（スロープ）でつなぐことも検討されたが、こちらも棄却されることになり、、キティホーク級に準じた配置で4基のエレベーターが設置された。エレベーターは鋼鉄および合金製で、それぞれ26 × 16メートル大で、重量105トン、力量45トンとされている。
航空機用の補給品として、航空用ガソリン (Avgas) 363キロリットル (95,894 US fl gal)、ジェット燃料（JP-5）9,382キロリットル (2,478,462 US fl gal)、弾薬1,800トンを搭載できた。上記のように、水中防御も兼ねて液体貨物を多く搭載したことから、再補給なしで12日間の航空作戦を継続できる。エンタープライズでは最新鋭の航空機のみを搭載すると想定されたことから、同世代の通常動力型空母よりもジェット燃料が占める割合が多くなった。
なお、戦闘機・攻撃機の3分の1を迅速に再武装することが要求されたことから、装甲された箱に即応弾薬を収容して、ソリのうえを移動させるという方式が採用された。

### 個艦戦闘機能
上記の通り、艦橋構造物にはSCANFARレーダー・システムの電子走査アレイアンテナが固定装備された。またその上方には、「ウェブ」と称されるESMアンテナに囲まれたパゴタ状の構造物が設置されており、非常に特徴的な外見となった。しかしSCANFARシステムは、技術的には非常に先進的だったものの、信頼性に問題があり、1968年には、バックアップとしてAN/SPS-12が設置された。
対空兵器としては、設計段階ではテリア艦対空ミサイル（SAM）の搭載が想定されており、余地も確保されたものの、予算上の都合から実際には搭載されず、非武装で竣工した。その後、1967年の改修の際に、飛行甲板後部両舷のスポンソン上にシースパローBPDMSのMk.25 8連装発射機が設置された。
その後、1979年から1982年にかけての改修の際に、SCANFARシステムは撤去されて、艦隊で標準的なAN/SPS-48 3次元レーダーおよびAN/SPS-49 2次元レーダーが設置された。また同時に、シースパローはIBPDMSに更新されて、発射機はMk.29に換装されたほか、シースパローのための捕捉レーダーとしてAN/SPS-65（AN/SPS-10のアンテナを流用）も設置された。更にファランクス 20 mm CIWS 3基も設置された。
1991年から1994年までの最後の大規模改修の際に、3次元レーダーはAN/SPS-48Eに、目標捕捉レーダーはMk.23 TASに改装された。また2005年には、2010年代中盤までの就役を想定した改修が行われ、CIWSのうち1基を代償として、RAM近接防空ミサイルの21連装発射機2基が設置された。

## 比較表
|              |                 | CVN フォード級                          | CVN ニミッツ級                   | CVN エンタープライズ (最終状態)  | CV キティホーク級 (最終状態)     | CV フォレスタル級 (最終状態)     |     |
| ------------ | --------------- | --------------------------------------- | -------------------------------- | -------------------------------- | -------------------------------- | -------------------------------- | --- |
| 船体         | 満載排水量      | 101,605 t                               | 91,400 - 102,000 t               | 83,350 t                         | 75,200 t - 83,000 t              | 75,900 t - 76,000 t              |     |
| 船体         | 全長            | 332.8 m                                 | 332.0 m                          | 341.3 m                          | 319.3 m - 326.9 m                | 316.7 m - 319.0 m                |     |
| 船体         | 水線幅 / 最大幅 | 41.8 m / 78 m                           | 40.8 m / 76.8 m                  | 38.5 m / 78.3 m                  | 39.6 m / 76.8 m                  | 38.5 m / 76.8 m                  |     |
| 機関         | 方式            | 原子炉 + 蒸気タービン                   | 原子炉 + 蒸気タービン            | 原子炉 + 蒸気タービン            | ボイラー + 蒸気タービン          | ボイラー + 蒸気タービン          |     |
| 機関         | 出力            | 280,000 hp                              | 280,000 hp                       | 280,000 hp                       | 280,000 hp                       | 280,000 hp                       |     |
| 機関         | 速力            | 30 kt以上                               | 30 kt以上                        | 36 kt                            | 35 kt                            | 34 kt                            |     |
| 兵装         | 砲熕            | ファランクスCIWS × 2–3基                | ファランクスCIWS × 2–3基         | ファランクスCIWS × 2–3基         | ファランクスCIWS × 2–3基         | ファランクスCIWS × 2–3基         |     |
| 兵装         | ミサイル        | ESSM 8連装発射機 × 2基                  | シースパロー 8連装発射機 × 2–3基 | シースパロー 8連装発射機 × 2–3基 | シースパロー 8連装発射機 × 2–3基 | シースパロー 8連装発射機 × 2–3基 |     |
| 兵装         | ミサイル        | RAM 21連装発射機 × 2基                  | RAM 21連装発射機 × 2基           | RAM 21連装発射機 × 2基           | RAM 21連装発射機 × 2基           | ―                                |     |
| 航空運用機能 | 形式            | CATOBAR                                 | CATOBAR                          | CATOBAR                          | CATOBAR                          | CATOBAR                          |     |
| 航空運用機能 | 発艦装置        | 電磁式カタパルト × 4基                  | 蒸気式カタパルト × 4基           | 蒸気式カタパルト × 4基           | 蒸気式カタパルト × 4基           | 蒸気式カタパルト × 4基           |     |
| 航空運用機能 | JBD             | 4基                                     | 4基                              | 4基                              | 4基                              | 4基                              |     |
| 航空運用機能 | 着艦帯          | アングルド・デッキ配置                  | アングルド・デッキ配置           | アングルド・デッキ配置           | アングルド・デッキ配置           | アングルド・デッキ配置           |     |
| 航空運用機能 | 制動索          | 3索                                     | 4索                              | 4索                              | 4索                              | 4索                              |     |
| 航空運用機能 | エレベーター    | 3基                                     | 4基                              | 4基                              | 4基                              | 4基                              | 4基 |
| 航空運用機能 | 航空用ガソリン  | ―                                       | ―                                | 363 kL                           | 192 kL                           | 353 kL                           |     |
| 航空運用機能 | ジェット燃料    | 不明                                    | 10,220 kL                        | 9,382 kL                         | 4,439 kL                         | 6,955 kL                         |     |
| 航空運用機能 | 航空機用兵器    | 不明                                    | 2,970 t                          | 1,800 t                          | 1,800 t                          | 1,800 t                          |     |
| 航空運用機能 | 搭載機数        | 常時70機前後                            | 常時70機前後 / 最大90機          | 常時70機前後 / 最大90機          | 常時70機前後 / 最大90機          | 常時70機前後 / 最大90機          |     |
| 同型艦数     | 同型艦数        | 1隻 / 10隻予定 （1隻艤装中、1隻建造中） | 10隻                             | 1隻（退役）                      | 4隻（退役）                      | 4隻（退役）                      |     |

|              |                 | フォード級                              | シャルル・ド・ゴール     | ニミッツ級                     | エンタープライズ (最終状態)    |
| ------------ | --------------- | --------------------------------------- | ------------------------ | ------------------------------ | ------------------------------ |
| 船体         | 満載排水量      | 101,600 t                               | 43,182 t                 | 100,000 t以上                  | 93,284 t                       |
| 船体         | 全長            | 337 m                                   | 261.5 m                  | 330 m - 333 m                  | 336 m                          |
| 船体         | 水線幅 / 最大幅 | 41 m / 78 m                             | 31.5 m / 64.36 m         | 41 m / 76.8 m                  | 40 m / 76 m                    |
| 機関         | 原子炉          | A1B × 2基                               | K15 × 2基                | A4W × 2基                      | A2W × 8基                      |
| 機関         | 出力            | 不明                                    | 83,000 shp               | 260,000 shp                    | 280,000 shp                    |
| 機関         | 速力            | 30 kt以上                               | 27 kt                    | 30 kt以上                      | 33.6 kt                        |
| 兵装         | 砲熕            | ファランクス CIWS × 2基                 | 20 mm 単装機関砲 × 8基   | ファランクス CIWS × 2–3基      | ファランクス CIWS × 2–3基      |
| 兵装         | ミサイル        | ESSM 8連装発射機 × 2基                  | アスター15 VLS × 32セル  | シースパロー 8連装発射機 × 2基 | シースパロー 8連装発射機 × 2基 |
| 兵装         | ミサイル        | RAM 21連装発射機 × 2基                  | SADRAL 6連装発射機 × 2基 | RAM 21連装発射機 × 2基         | RAM 21連装発射機 × 2基         |
| 航空運用機能 | 発着艦方式      | CATOBAR                                 | CATOBAR                  | CATOBAR                        | CATOBAR                        |
| 航空運用機能 | 発艦装置        | 電磁式カタパルト × 4基                  | 蒸気式カタパルト × 2基   | 蒸気式カタパルト×4基           | 蒸気式カタパルト×4基           |
| 航空運用機能 | JBD             | 4基                                     | 2基                      | 4基                            | 4基                            |
| 航空運用機能 | 着艦帯          | アングルド・デッキ配置                  | アングルド・デッキ配置   | アングルド・デッキ配置         | アングルド・デッキ配置         |
| 航空運用機能 | 制動索          | 3索                                     | 3索                      | 4索                            | 4索                            |
| 航空運用機能 | エレベーター    | 3基                                     | 2基                      | 4基                            | 4基                            |
| 航空運用機能 | 搭載機数        | 常時70機前後                            | 最大40機                 | 常時70機前後 / 最大90機        | 常時70機前後 / 最大90機        |
| 同型艦数     | 同型艦数        | 1隻 / 10隻予定 （1隻艤装中、1隻建造中） | 1隻                      | 10隻                           | 1隻（退役）                    |

## 艦歴

### 就役 - 1960年代
本艦は1958年2月4日にニューポート・ニューズ造船所で起工された。1960年9月24日に元アメリカ合衆国海軍長官ウィリアム・B・フランクの夫人によって進水し、初代艦長ヴィンセント・P・デュポア大佐の指揮下1961年11月25日に就役した。
当初はエンタープライズ級航空母艦6隻の一番艦として建造されたが、建造費の増大から同級の2番艦以降の建造計画は撤回され、建造予定のCV-66はキティホーク級航空母艦の1隻として建造された。CVN-67はA2W新型原子炉を組み込んで建造される計画であったがそれも中止となり、「ジョン・F・ケネディ」として再発注された。
就役後、「エンタープライズ」は一連の試験を含む訓練航海を行い、原子力空母の能力実証を行った。就役に先立って10月30日にVR-40所属の3機のTF トレーダーが艦上から公試を視察したVIPをアメリカ本土へ送り届けている。
「エンタープライズ」の最初の航空作戦参加は1962年1月に行われた。ジョージ・トーレイ大尉が指揮する F8U クルセイダーがカタパルトによる発艦と着艦を行っている。1962年2月20日にはマーキュリー計画でフレンドシップ7の追跡測定ステーションの役割を果たした。
8月に「エンタープライズ」は第6艦隊に加わり、地中海で作戦活動に従事する。ノーフォークに帰港したのは10月であった。
まもなくキューバ危機が発生。10月14日にU-2偵察機が撮影した写真からキューバ国内にソ連製準中距離弾道ミサイル(MRBM)の存在が確認され、さらにその後三つの中距離弾道ミサイル(IRBM)が発見された。アメリカ政府はフロリダ州に陸軍部隊を移動、海軍艦艇による支援でキューバに対する軍事活動の準備を始める。
10月22日、ジョン・F・ケネディ大統領はテレビ演説で国民に対してキューバにミサイルが持ち込まれた事実を発表し、ソ連を非難した。続いて軍への準戦時体制を発令し、本艦を含む第2艦隊艦艇から成る海上封鎖部隊が動員される。海上封鎖は「エンタープライズ」、「インディペンデンス」、「エセックス」、「ランドルフ」などの空母とその艦載機、地上基地からの航空機によって行われた。全ての士官及び兵士の任期は無期限に延長された。
10月24日に封鎖部隊は「キューバに対する攻撃用兵器輸送全ての厳密な隔離」を開始する。翌日最初のソ連船を停止、臨検する。10月27日にU-2偵察機がソ連軍の地対空ミサイルで撃墜されるなど緊張が続いたが、10月28日にソ連首相ニキータ・フルシチョフはラジオでミサイル撤去の決定を発表した。フルシチョフはキューバに建設中だったミサイル基地やミサイルを解体し、ケネディもキューバへの武力侵攻はしないことを約束、キューバ危機は収束した。
1962年12月19日、リー・M・ラムジー中尉が操縦する E-2 ホークアイは、発艦間隔短縮のためカタパルト・ブライドルに代えて設置された艦首曳航機器を用いての発艦試験に成功した。

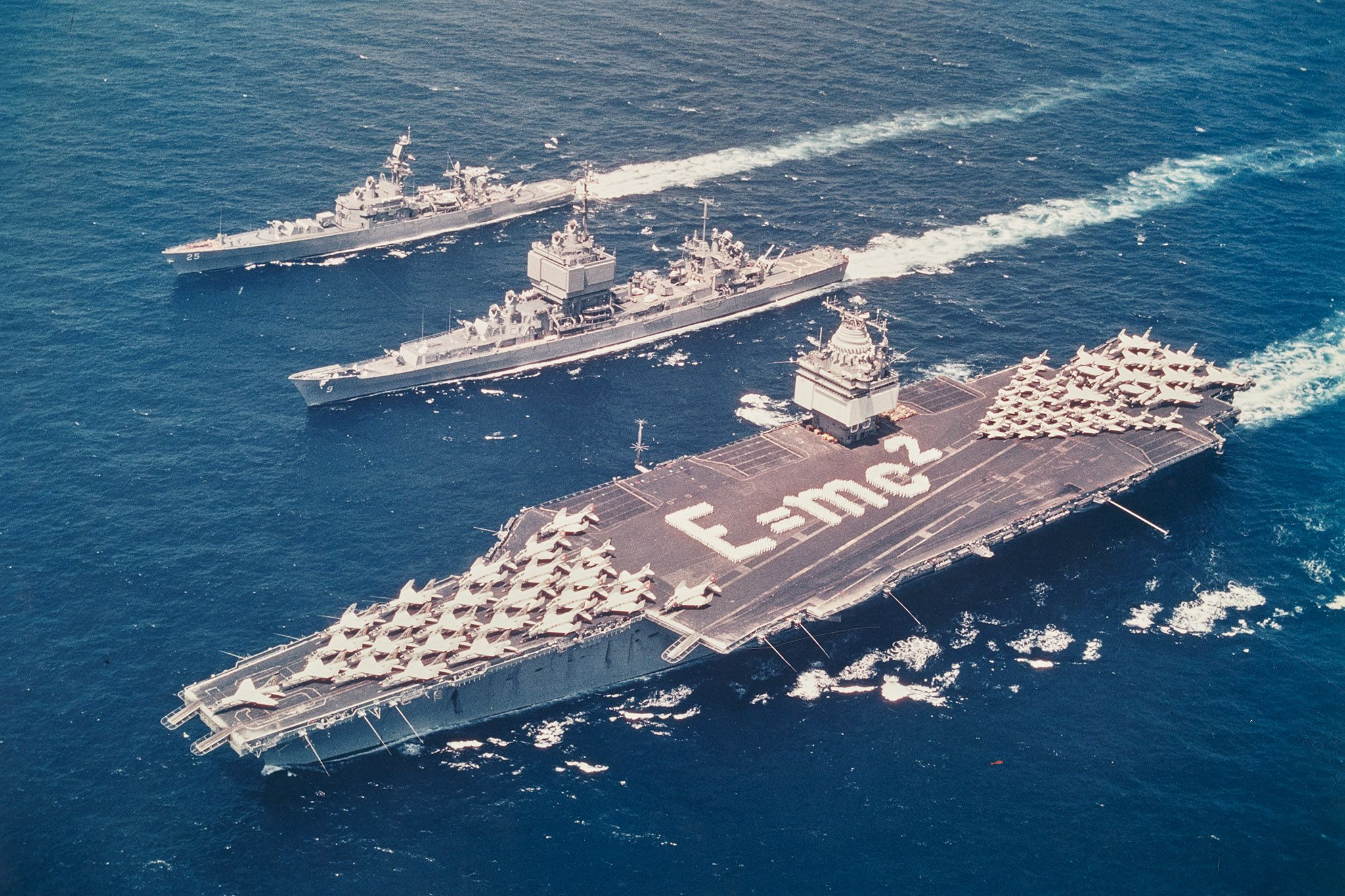
「ロング・ビーチ」、「ベインブリッジ」と共に原子力機動部隊を構成する「エンタープライズ」

「エンタープライズ」は1963年に2度目の、1964年には3度目の地中海配備が行われた。1964年5月13日、「エンタープライズ」は原子力ミサイル巡洋艦「ロングビーチ」、「ベインブリッジ」らと第1原子力任務部隊（Task Force 1）を構成し、7月31日からシー・オービット作戦を開始した。第1原子力任務部隊は世界初の原子力推力艦による戦闘部隊であった。部隊はジブラルタルを出航し、歴史的な65日間の航海を行う。総航海距離は30,216マイル (48,628 km)におよび、燃料無補給で行われた。部隊がこの航海で立ち寄った港はパキスタンのカラチ、ブラジルのリオデジャネイロ、オーストラリアのシドニーが含まれる。本艦は10月にニューポート・ニューズ造船所に入りオーバーホールを受けた。
1965年11月、「エンタープライズ」は第7艦隊に配属となる。12月2日にビエンホアの北ベトナム軍に対する艦載機の出撃を開始し、実戦に従事した最初の原子力艦となる。初日に125回の出撃を行い、167トンの爆撃とロケット弾攻撃を敵補給路に対し行った。翌日には165回の出撃記録を達成する。
「エンタープライズ」は1968年1月4日にアメリカを出航。同月8日にハワイに寄港し、その後原子力ミサイル巡洋艦「トラクスタン」、「ハルゼー」を率い長崎・佐世保に直航した。1月17日または翌18日には入港すると見られた。反対する日本社会党、日本共産党は5万人規模の阻止集会を予定し、一方、三派系全学連は阻止闘争のため2,000人の動員を計画。それに対し政府側は、福岡県警察・熊本県警察・佐賀県警察・長崎県警察から5,000人の機動隊を動員してそれに備えた。入港前の1月17日、ついに佐世保で全学連と警察の間に市街戦さながらの激突が起きた。機動隊は放水、催涙ガス銃を使用した。衝突は佐世保駅から、平瀬橋、そして学生が逃げ込んだ旧市民病院の中にまで移っていき、約2時間後、市民病院の学生は機動隊に制圧された（佐世保エンタープライズ寄港阻止闘争）。学生・警官あわせて重軽傷者135人。逮捕者は27人にのぼった。このため18日の寄港は一時延期し、翌19日午前9時10分、佐世保港に停泊した。この日もまた学生と機動隊の衝突が繰り返された。1月23日午前9時、プエブロ号事件発生に伴い佐世保港を出港し、本艦とその護衛艦から成る機動部隊は東シナ海に展開し、朝鮮半島付近の日本海に1か月近く展開した。

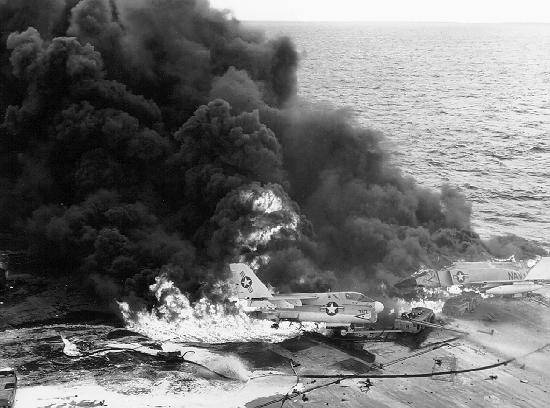
炎上する艦載機

1969年1月14日の午前8:19に F-4 ファントムIIに装着された MK-32 ズーニー・ロケット弾が発艦準備を行っていた機体の排気により加熱され爆発事故を起こす。爆発とその後の火災で27名が死亡し、314名が負傷した。火災により15機の艦載機が破壊され、「エンタープライズ」はその損害により修理を余儀なくされた。修理は真珠湾で3月初めに完了した。
1969年4月14日、北朝鮮軍機が厚木基地所属の EC-121 コンステレーション電子偵察機を撃墜し乗員31名が全員死亡する（アメリカ海軍EC-121機撃墜事件）。「エンタープライズ」、「タイコンデロガ」、「レンジャー」、「ホーネット」の各空母と護衛の巡洋艦、駆逐艦から成る第71任務部隊は日本海に派遣され、警戒態勢に入った。

### 1970年代

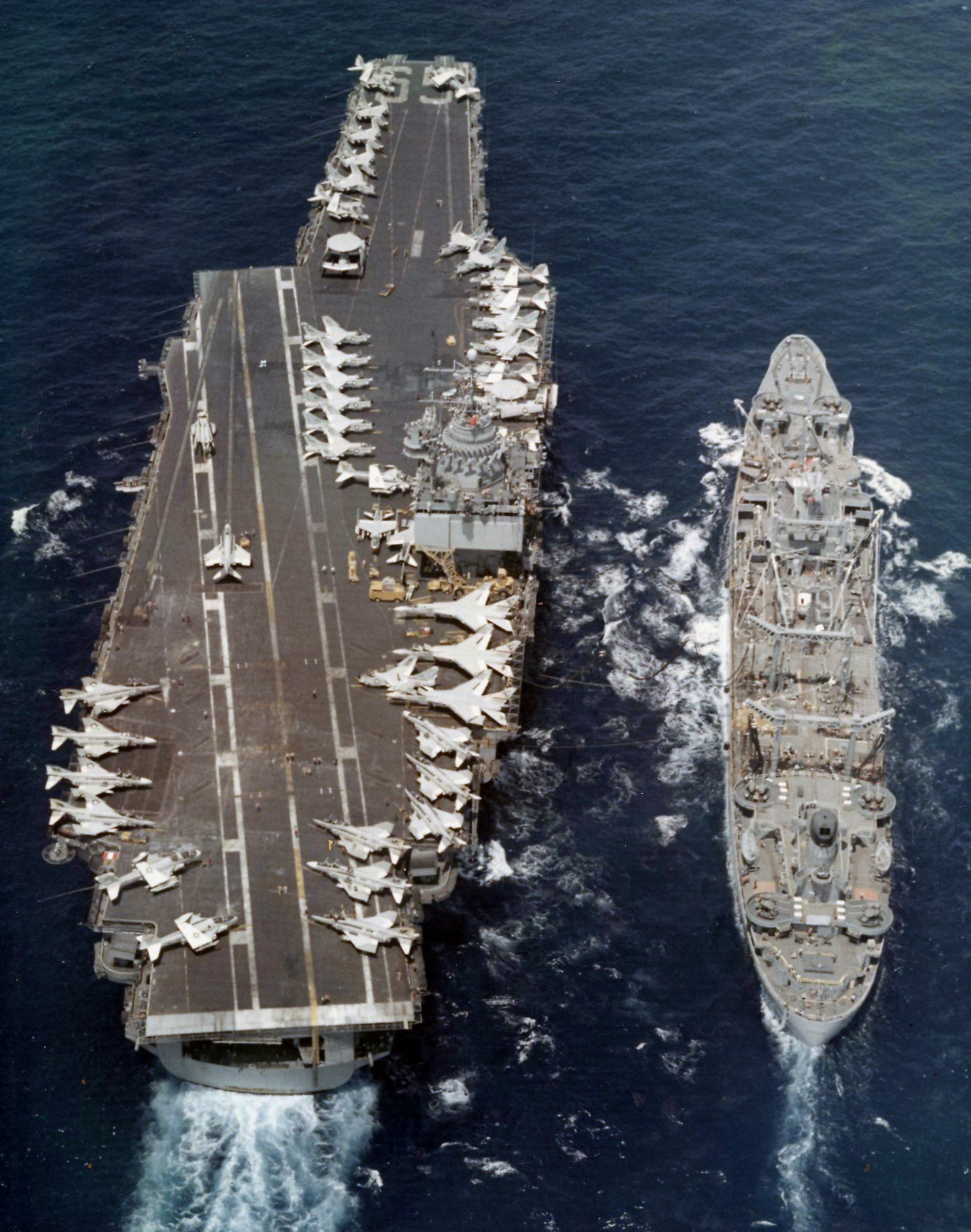
「エンタープライズ」（左）と給油艦「ハッサヤンパ」 (USS Hassayampa, AO-145)（右）、1973年3月20日。

1970年に「エンタープライズ」はオーバーホールと二度目の燃料棒交換のためニューポート・ニューズ造船所でドック入りする。1971年1月19日に炉心の燃料棒交換後の公試が完了する。その後本艦はベトナム海域に展開し、アメリカ軍及び南ベトナム軍の支援を行う。
ベトナムで「エンタープライズ」は空母「オリスカニー」、「ミッドウェイ」と共に、二艦での作戦行動を22日間、単独での作戦行動を9日間行い、1971年7月30日までに2,001回の出撃を行った。7月の出撃は空母が三つの台風 -ハリエット、キム、ジーン - を回避した際中断した。1か月の間に南ベトナムに対する出撃は僅かながら増加し、これらは共産主義勢力の拠点に対する視認攻撃と、ヘリコプターによる作戦への支援であった。
「エンタープライズ」は1971年8月1日から8月8日までは二艦による作戦活動に従事し、8日から31日までは単独で活動した。8月の出撃回数は1,915回を数えた。9月1日から4日まで「エンタープライズ」はヤンキー・ステーションで作戦活動に従事。9月の出撃回数は「オリスカニー」、「ミッドウェイ」の回数も合わせて1,243回に上る。10月は11日から30日までヤンキー・ステーションにおいて単独活動を行った。

### 1980年代
就役時には、艦橋の前後左右4面に巨大なAN/SPS-32及びAN/SPS-33型のフェーズドアレイレーダーを装備しており、外観上の特徴の一つであったが、整備に問題があったことから1982年に撤去し、その代替として艦橋上部にAN/SPS-48 3次元レーダーとAN/SPS-49 2次元レーダーを搭載した。同年、10回目の西太平洋配備に就く、1983年3月21日長崎県の佐世保港に15年ぶりに寄港する。
1984年には11回目の西太平洋配備が行われた。1985年11月2日、「エンタープライズ」は演習中に海山と衝突し、船体およびスクリューに損傷を受ける。演習は継続されたが、その後修理のためドック入りした。
1986年に12回目の西太平洋配備に就く。4月28日に「エンタープライズ」はスエズ運河を通過し、同運河を通過した初の原子力空母となった。紅海から地中海に向かい、空母「コーラル・シー」と任務を交代。リビア沖で空母「アメリカ」と活動する。運河の通過は03:00に開始され、12時間かけて行われた。「エンタープライズ」が地中海入りしたのは就役後初であった。
1988年4月、「エンタープライズ」は13回目の西太平洋配備に就き、アーネスト・ウィル作戦に参加する。同作戦はペルシャ湾においてクウェートの石油タンカーを護衛する任務であった。同作戦中の4月14日にミサイルフリゲート「サミュエル・B・ロバーツ」が触雷し大きく損傷する。18日には報復としてプレイング・マンティス作戦が行われ、「エンタープライズ」からは第11空母航空団が参加した。

### 1990年代
1990年3月に「エンタープライズ」はバージニア州ノーフォークに到着し、世界展開を終了した。「エンタープライズ」はカリフォルニア州アラメダの長年の母港から6万9千キロメートルを航海した。香港、フィリピン諸島、タイ、シンガポール、リオデジャネイロ、およびフロリダ州フォートローダーデールに寄港した。10月に給油し、海軍は過去最大のオーバーホールのためにニューポートニューズに移った。この間、海軍は、他の艦と同様に本艦の耐用年数を伸ばすために1,101フィート (336 m)から1,123フィート (342 m)まで飛行甲板の長さを広げた。
1994年9月27日に「エンタープライズ」は試運転のために海に戻った（本艦は試運転の間、最大出力走行を行った）。1996年6月28日、15回目の海外展開をはじめた。本艦は和平履行部隊（IFOR）の一部として、またサザン・ウォッチ作戦の一部とイラクやボスニアでの飛行禁止区域実施に関与した。また、この展開は海軍がA-6 イントルーダーを引退させ、時代の終わりを示した。6か月間、船は8つの港を訪問した。1996年12月に、展開を終了した。
1997年2月、「エンタープライズ」は機密保持のためにノースロップ・グラマン・ニューポート・ニューズに数か月入った。
1998年11月に、精密検査に続いて、「エンタープライズ」は16回目の海外展開、第3空母航空団がこの時に出発した。展開開始直後の11月8日夜、EA-6B プラウラーがS-3 ヴァイキングに衝突した。EA-6Bが着艦する際、夜の視界不良もあって着陸帯にあったS-3の折り畳まれた翼に当たった。EA-6Bの乗員は死亡、S-3の乗員はまもなく脱出した。
1998年11月23日に「エンタープライズ」はペルシャ湾で空母「ドワイト・D・アイゼンハワー」と任務交代。1998年12月に、「エンタープライズ」は砂漠の狐作戦の先頭に立ち70時間にわたり搭載機による空対地ミサイルと爆弾、空母打撃群のミサイル巡洋艦「ゲティスバーグ」、駆逐艦「ニコルソン」、および潜水艦「マイアミ」が300発以上のトマホーク巡航ミサイルを発射しイラクの軍事目標を破壊した。
シチリア沖での航海に続いて、フランス、カンヌ港の訪問を行うことになっていた。しかし、同国ランブイエでのユーゴスラビア和平会談は悪化していた。このことへの影響を恐れ、カンヌ到着のわずか24時間後にアドリア海に戻った。1999年3月の上旬には、「エンタープライズ」はペルシャ湾に戻る前に地中海最後の港のイタリアのトリエステに入港した。1999年3月14日にカール・ビンソンと任務交代、1999年5月に帰港。1998–1999年の間、本艦は、50,000マイル (80,000 km)を航海し、航空機は9,000回以上発進した。

### 2000年代

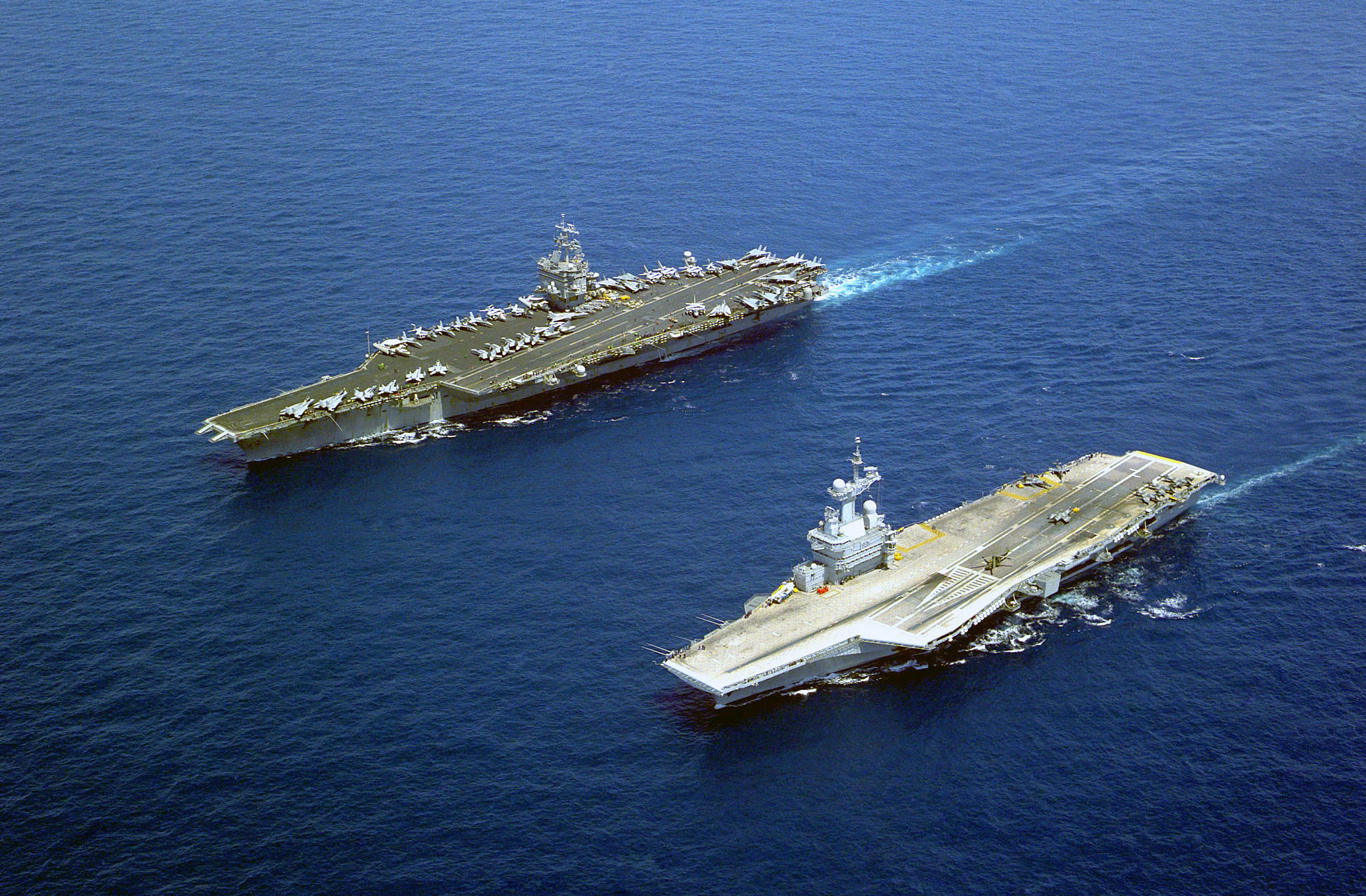
「エンタープライズ」（左）とフランス海軍の原子力空母「シャルル・ド・ゴール」（右）（2001年5月16日）。

2001年4月25日に、「エンタープライズ」は第8空母航空団と共に17回目の海外展開を始めた。6月から北海のヘブリディーズ諸島およびスコットランド近くでイギリス海軍との共同軍事演習に参加した。
2001年9月11日のアメリカ同時多発テロ事件が起きたとき、「エンタープライズ」はペルシャ湾からの帰港を始めていた。すぐさま進路を反転して側面攻撃出来るように、ペルシャ湾の近くの南西アジア沖の海域に移動した。
2001年10月、アメリカ軍はアフガニスタンのアル・カイダの訓練所とタリバン軍事施設に対する空爆（クレセント・ウィンド作戦）に着手した。本艦からの航空機は3週間以上でおよそ700回のミッションをこなし、大量の爆弾を投下した。「エンタープライズ」は、計画よりも16日遅い11月10日に、母港ノーフォークに到着した。
2002年1月、「エンタープライズ」はオーバーホールのためにバージニア州に入った。
2003から2004年、「エンタープライズ」はイラクの自由作戦の航空支援をした。2004年には複数の多国籍軍の演習に参加した。2006年5月に「エンタープライズ」は6カ月間展開しその間、8つの港を訪問した。本艦は2001年9月11日のアメリカ同時多発テロ事件以来、フランス・カンヌ港に入る最初の米国海軍艦艇になった。
2008年4月、「エンタープライズ」は18カ月の予定のオーバーホールのためにニューポートニューズ造船所に入港した。2009年4月の時点で、オーバーホールの総費用は予定よりも高い4億8,090万ドルになっていた。2009年12月23日現在、最終的なオーバーホールの総費用が当初の見積りよりも高い6億500万ドル以上に膨らみ工期も予定より8か月延びると発表。2010年4月には、費用が6億5,500万ドルになり、同月中に完成することを発表した。4月19日に艦隊復帰に向け公試を実施した。最終的にオーバーホールの総費用は6億6,200万ドルと当初予算を46 %超過した。
「エンタープライズ」は空母「キティーホーク」の退役に伴い、2009年2月より帆走フリゲート「コンスティチューション」に次ぐ古参艦（ファーストネイビージャック）になっていた。

### 2010年代

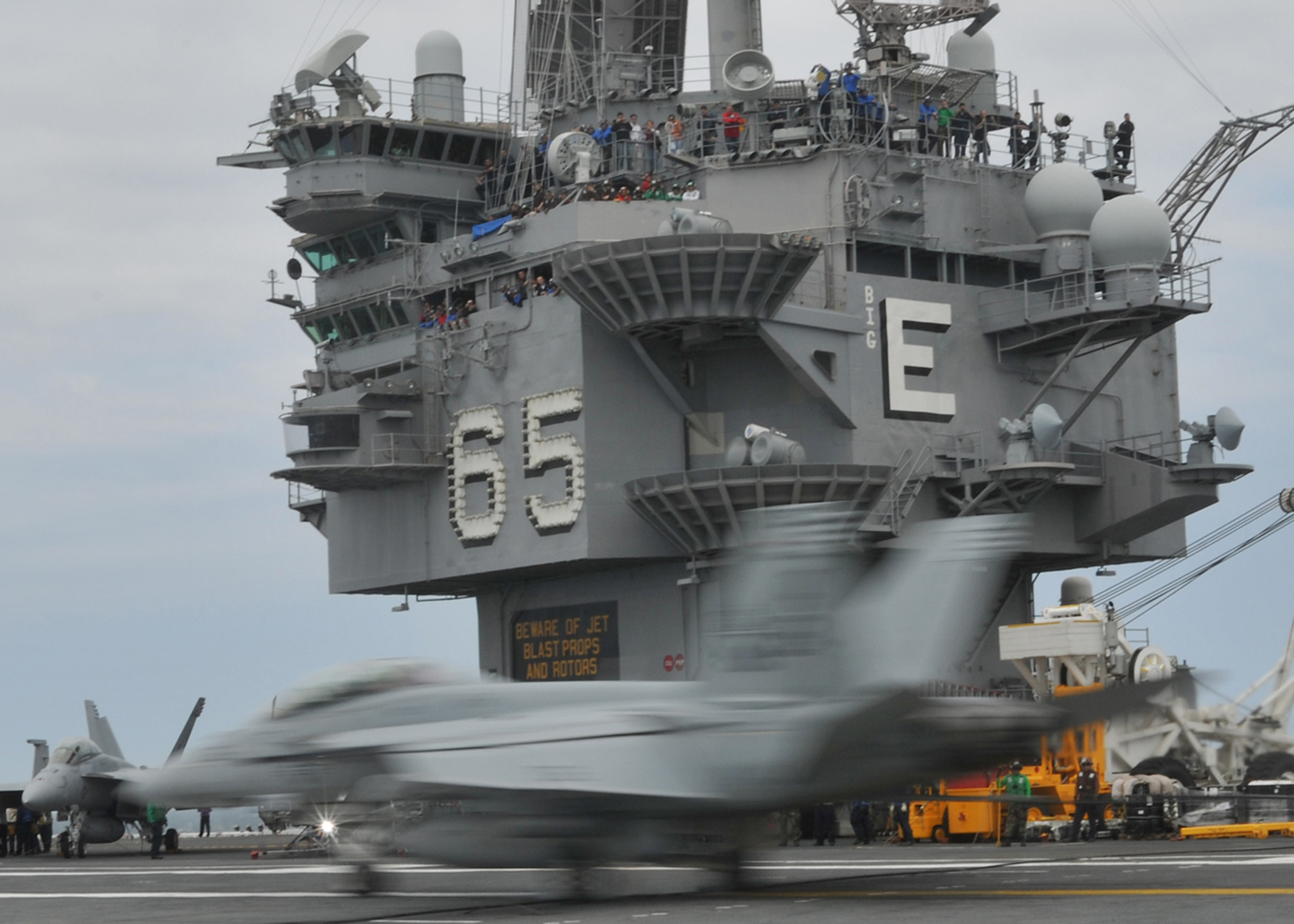
「エンタープライズ」のアイランド（2010年5月12日）

「エンタープライズ」は、2015年に空母「ジェラルド・R・フォード」が就役するまで現役である予定であったが、アメリカ海軍は方針を変更して2012年末に退役させると表明した。2012年3月11日、母港ノーフォークから中東へ向かう出航前に艦長ウィリアム・ハミルトンは「最後の艦長として配備につけるのは末代までの誇り」と話した。
2012年12月1日、母港とするノーフォーク海軍基地で不活動化のための式典が行われ、同式典において海軍長官から寄せられたビデオメッセージにより、ジェラルド・R・フォード級3番艦(CVN-80)の艦名をCVN-80 エンタープライズと発表された。その後も海軍籍にあり艦長も配属されていたが、2017年2月3日にノーフォークで退役式典が行われ、正式にアメリカ海軍から除籍された。
「エンタープライズ」は世界初の原子力空母である点を考慮して博物艦船として保存するという意見もある。しかし、原子炉を取り出す際に船体を切断しなければならないため、解体される公算が大きい。「エンタープライズ」は原子力艦再利用プログラムに基づく予算と計画の遅れから2015年5月4日ハンティントン・インガルス・インダストリーズで原子炉燃料の処理が開始された。本プログラムで処分される初の原子力空母で、遺構として保存する範囲の議論は未決着で解体工期は2025年完了予定としている。

## エピソード
- ノック・ネヴィス
- エマ・マースク
- クイーン・メリー2
- ベルゲ・スタール
- エンタープライズ（本艦）

巨大船5種の比較図
上から順に
- ノック・ネヴィス
- エマ・マースク
- クイーン・メリー2
- ベルゲ・スタール
- エンタープライズ（本艦）
である。

「エンタープライズ」は第二次世界大戦時の同名の空母およびテレビシリーズ『スタートレック』に登場する宇宙船との関係で、アメリカ海軍において最も有名な艦であると考えられる。『スタートレック』のエピソードが収録されたビデオテープが、ビデオ普及初期に本艦に供給された。このテープは艦の乗組員のレクリエーションに用いられ、艦内のテレビシステムで上映された。これは1973年から1974年におけるブレマートンでの修理の間に行われた。また、『スタートレックIV 故郷への長い道』では、劇中でスタートレック伝統の旗艦と同じ名前を持つ本艦が登場するシーンがある。ただし、撮影直前に急遽作戦行動に入ってしまったため、実際に撮影に使用されたのは「レンジャー (CV-61)」であった。
映画『トップガン』において、主人公の乗り組む空母の艦長が被っていた帽子は本艦のものだった 。
オウム真理教の教祖・代表で一連のオウム真理教事件の首謀者である麻原彰晃は、事件の裁判が「エンタープライズ」の艦上で行われていると述べ、失笑を買うことがあった。1997年4月24日の被告人意見陳述では、「このような話を本日、エンタープライズのような原子力艦空母の上で行なうのは、うれしいというか悲しいというか、複雑な気分であります。」と締めくくっている。

## 登場作品

### 映画
『レッドオクトーバーを追え!』
原作におけるキティホーク級航空母艦『ジョン・F・ケネディ』と、イギリス海軍のインヴィンシブル航空母艦『インヴィンシブル』の役回りとして登場。劇中中盤に置いて主人公のジャック・ライアンが、ロサンゼルス級原子力潜水艦「ダラス」に向かうための中継基地として乗艦する。
『対決』
1992年に北朝鮮で製作された、プエブロ号事件を描いた映画。朝鮮人民軍海軍の哨戒艦隊と対峙し、艦載機のF-4が朝鮮人民軍空軍のMiG-19と空中戦を展開する。
撮影には記録映像とミニチュアが用いられ、艦橋のシーンは当時日本航路に就航していた客船「三池淵」で撮影された。北朝鮮に亡命した米軍人チャールズ・ジェンキンスが艦長を演じている。

### テレビドラマ
『犯罪捜査官ネイビーファイル』
1995年から2005年までの全10シーズンにわたって放送された連続テレビドラマ。しばしば劇中に登場する架空の空母「シーホーク」は本艦がモデルで、ロケ撮影も本艦で行なわれた。艦長をはじめとする乗組員たちが被っている帽子も、艦名の部分を「Seahawk」に変えたエンタープライズのものである。また、第8シーズンの1エピソードにおいて、バド・ロバーツ海軍大尉が幼い息子へのプレゼントとして受け取った「シーホーク」のプラモデルのパッケージは、本艦のプラモデル（タミヤ製）のパッケージの艦名を変更したものとなっている。なお、「シーホーク」はスピンオフシリーズの『NCIS ネイビー犯罪捜査班』にも登場する。

### アニメ
『合身戦隊メカンダーロボ』
　第5話『大輸送船団を死守せよ!』で地球防衛軍の輸送船団を護衛する艦隊の一隻として登場した。なお、本作ではコンギスター軍団が軌道上に設置した静止衛星により核分裂反応をキャッチすると即座に強力なオメガミサイルの標的になるため、作中のエンタープライズはおそらく原子炉を排しているか停止させ、別の動力源で稼働していると考えられる。マレー半島のクラ地峡に作られたばかりの運河沿いの油田と食糧地下倉庫を目指すが、コンギスター軍団が海底に設置した渦潮発生装置に巻き込まれ、船団の何隻かは沈没されてしまう。
『沈黙の艦隊』
原作におけるミッドウェイ級航空母艦「ミッドウェイ」の役回りとして登場。第3艦隊旗艦として日本に向かう原子力潜水艦「やまと」や「やまと」護衛の任に当たる海上自衛隊第2護衛隊群と交戦するも、チャフを仕込んだ「やまと」からのハープーンでレーダーなどの電子機器を無力化されてしまい、魚雷4発を受けて撃沈される。

### 漫画
『エリア88』
1隻のみ建造された史実と異なり同型艦が登場。建造途中で何らかの理由で工事中止となるも、解体・竣工いずれも高コスト過ぎた故にドック内でモスボール状態で放置されていた。
しかし、ある人物から巨額の資産を相続して大富豪となった主人公の風間真が資金を提供し、武器商人のマッコイを通じて完成させ、反政府軍による政権掌握後も戦闘を続けるアスラン王国空軍外人部隊「エリア88」に提供される。その後、4代目「エリア88」として命名され、終盤における風間達らの重要拠点となった。

### 小説
『征途』
統一戦争緒戦において、日本人民民主主義共和国（北日本）を牽制するべく亜庭湾岸沖のオホーツク海に置いてニミッツ級航空母艦「ニミッツ」や護衛艦18隻と共に機動部隊を編成して演習していたが、そこを亜庭湾沿いに展開した北日本人民赤軍3個地対艦攻撃連隊による八二式地対艦誘導弾（SS-N-12の架空の改造型）の奇襲飽和攻撃を受ける。護衛艦と共に迎撃に努めるも、至近距離だった上に戦術反応弾（核出力5 kt）による迎撃網の混乱により、最終的に通常弾頭型5発と戦術反応弾頭搭載型2発を被弾して撃沈された。
なお、この際の描写から、史実と異なり先代である『エンタープライズ』が撃沈されたことが示唆されている。
『天空の富嶽』
ハワイに向かう海上自衛隊空母戦闘群を「ニミッツ」他5隻の空母と立ち向かうも、海龍型特殊原子力潜水艦の魚雷で大破しサンディエゴ海軍基地に後退する。

### ゲーム
『メタルブラック』
タイトーから発売されたシューティングゲーム、ステージ1の砂漠化した東京の地上に突き刺さった状態で本艦をモデルにした空母が登場している。
中ボスのヤドカリ型生物「フロン」が寄生している。
『鋼鉄の咆哮シリーズ』
PC版鋼鉄の咆哮 ウォーシップコマンダーに敵艦として登場。（ゲーム上では艦名は確認不可）
『紺碧の艦隊2 ADVANCE』
アメリカの空母として登場。唯一の原子力空母で、搭載機数は160機、耐久力も初期の戦艦並となっている。